# Masaris elegans
Masaris elegans är en stekelart som beskrevs av Gusenleitner 2002. Masaris elegans ingår i släktet Masaris och familjen Eumenidae. Inga underarter finns listade i Catalogue of Life.